# Pseudosystole bugbeei
Pseudosystole bugbeei är en stekelart som beskrevs av De Santis 1975. Pseudosystole bugbeei ingår i släktet Pseudosystole och familjen kragglanssteklar. Inga underarter finns listade i Catalogue of Life.